# ISO 3166-2:HU
ISO 3166-2:HU — стандарт Міжнародної організації зі стандартизації, який визначає геокоди. Є частиною стандарту ISO 3166-2, що належать Угорщині. Стандарт охоплює 1 столицю, 19 медьє та 23 міста республіки.

## Загальні відомості
Кожен геокод складається з двох частин: коду Alpha2 за стандартом ISO 3166-1 для Угорщини — HU та додаткового двосимвольного коду, записаних через дефіс. Додатковий код утворений співзвучно: назві, абревіатурі назви медьє та міст. Геокоди медьє та міст Угорщини є підмножиною коду домену верхнього рівня — HU, присвоєного Угорщині відповідно до стандартів ISO 3166-1.

## Геокоди Угорщини першого рівня
Геокоди 1-ї столиці, 19-ти медьє та 23-х міст із статусом медьє, адміністративно-територіального поділу Угорщини.
| Геокод | Адміністративна одиниця | Статус |  | Геокод | Адміністративна одиниця | Статус |
| ------ | ----------------------- | ------ |  | ------ | ----------------------- | ------ |
| HU-BA  | Баранья                 | медьє  |  | HU-PS  | Печ                     | місто  |
| HU-BK  | Бач-Кишкун              | медьє  |  | HU-KM  | Кечкемет                | місто  |
| HU-BE  | Бекеш                   | медьє  |  | HU-BC  | Бекешчаба               | місто  |
| HU-BZ  | Боршод-Абауй-Земплен    | медьє  |  | HU-MI  | Мішкольц                | місто  |
| HU-VA  | Ваш                     | медьє  |  | HU-SH  | Сомбатгей               | місто  |
| HU-VE  | Веспрем                 | медьє  |  | HU-VM  | Веспрем                 | місто  |
| HU-HB  | Гайду-Бігар             | медьє  |  | HU-DE  | Дебрецен                | місто  |
| HU-HE  | Гевеш                   | медьє  |  | HU-EG  | Еґер                    | місто  |
| HU-GS  | Дьйор-Мошон-Шопрон      | медьє  |  | HU-GY  | Дьйор                   | місто  |
| HU-ZA  | Зала                    | медьє  |  | HU-ZE  | Залаеґерсеґ             | місто  |
| HU-KE  | Комаром-Естерґом        | медьє  |  | HU-TB  | Татабанья               | місто  |
| HU-NO  | Ноґрад                  | медьє  |  | HU-ST  | Шальґотар'ян            | місто  |
| HU-PE  | Пешт                    | медьє  |  | HU-BU  | Будапешт                | місто  |
| HU-SZ  | Саболч-Сатмар-Береґ     | медьє  |  | HU-NY  | Ньїредьгаза             | місто  |
| HU-TO  | Толна                   | медьє  |  | HU-SS  | Сексард                 | місто  |
| HU-FE  | Феєр                    | медьє  |  | HU-SF  | Секешфегервар           | місто  |
| HU-CS  | Чонград                 | медьє  |  | HU-SD  | Сеґед                   | місто  |
| HU-SO  | Шомодь                  | медьє  |  | HU-KV  | Капошвар                | місто  |
| HU-JN  | Яс-Надькун-Сольнок      | медьє  |  | HU-SK  | Сольнок                 | місто  |
|        |                         |        |  |        |                         |        |
| HU-HV  | Годмезевашаргей         | місто  |  | HU-NK  | Надьканіжа              | місто  |
| HU-DU  | Дунауйварош             | місто  |  | HU-SN  | Шопрон                  | місто  |
| HU-ER  | Ерд                     | місто  |  |        |                         |        |

## Геокоди прикордонних для Угорщини держав
- Словаччина — ISO 3166-2:SK (на півночі),
- Україна — ISO 3166-2:UA (на сході),
- Румунія — ISO 3166-2:RO (на південному сході),
- Сербія — ISO 3166-2:RS (на півдні),
- Хорватія — ISO 3166-2:HR (на півдні та південному заході),
- Словенія — ISO 3166-2:SI (на заході),
- Австрія — ISO 3166-2:AT (на північному заході).